# 544 Jetta
544 Jetta eller 1904 OU är en asteroid i huvudbältet, som upptäcktes 11 september 1904 av den tyske astronomen Paul Götz i Heidelberg. Den är uppkallad efter Jetta.
Asteroiden har en diameter på ungefär 27 kilometer.